# Кузьмінський Анатолій Іванович
Анатолій Іванович Кузьмінський — доктор педагогічних наук, професор, член-кореспондент Національної академії педагогічних наук України, дійсний член Міжнародної слов'янської академії освіти імені Я. А. Коменського. Заслужений працівник освіти України.

## Біографія
Народився 23 липня 1943 р. у с. Петроострів Новомиргородського району Кіровоградської області. Там же із золотою медаллю закінчив середню школу і працював бригадиром рільничої бригади місцевого колгоспу. Після навчання на фізико-математичному факультеті Черкаського педагогічного інституту працював учителем, заступником директора Черкаського середнього професійно-технічного училища № 1, інструктором відділу науки і навчальних закладів Черкаського обкому Компартії України. З 1981 р. очолював управління професійно-технічної (з 1988-го — народної) освіти Черкаської області. Протягом шести років (1994—2000) працював заступником голови обласної державної адміністрації з гуманітарних і політико-правових питань. З 2000 р. — ректор Черкаського державного університету імені Богдана Хмельницького, з 2005 р. — керівний науковий співробітник Інституту педагогічної освіти і освіти дорослих Академії педагогічних наук України, а у 2007—2014 р. — ректор Черкаського національного університету імені Богдана Хмельницького.

## Наукова діяльність
У 2003 р. захистив докторську дисертацію на тему «Теоретико-методологічні засади післядипломної педагогічної освіти в Україні» (автореферат дисертації).
Автор понад ста наукових праць, серед яких монографії та низка навчальних видань — підручників і посібників. Керівник редакційних колегій серії науково-документальних книг «Реабілітовані історією. Черкаська область» і обласної Книги пам'яті. Один з авторів п'ятитомника хрестоматії «Наш рідний край». Тривалий час патронував обласний комітет по вшануванню пам'яті Тараса Шевченка й збереженню національної духовної спадщини. Значною мірою завдяки його зусиллям змістовно урізноманітнилися і матеріально зміцніли такі святині, як національні заповідники «Батьківщина Т. Г. Шевченка», «Музей Т. Г. Шевченка», «Чигирин», перлина світової садово-паркової архітектури — Національний дендрологічний парк «Софіївка».

## Відзнаки
Праця А. І. Кузьмінського відзначена багатьма державними нагородами, в тому числі орденами «Дружба народів», «За заслуги» III, II та І ступенів, Почесною відзнакою Президента України, медалями «За трудову доблесть» і «Незалежність України», знаком «Відмінник освіти України», знаком Федерації професійних спілок «Профспілкова відзнака», почесним званням «Заслужений працівник народної освіти України». Він нагороджений також орденами Святого рівноапостольного князя Володимира і «Святий Дмитро Солунський». У 2013 році А. І. Кузьмінському рішенням Черкаської обласної ради надане звання «Почесний громадянин Черкащини».